# Abdurezak Hivzi Bjelevac
Abdurezak Hivzi Bjelevac (Mostar, 8. lipnja 1886. – Zagreb, 25. veljače 1972.), bio je bošnjački i hrvatski književnik, publicist, prevoditelj i novinar.

## Životopis
Abdurezak Hivzi Bjelevac rodio se je u Mostaru 1886. godine. Školovao se u Mostaru, gdje je završio osnovnu i trgovačku školu (1895. – 1902.), te i Galata-saraju u Carigradu gdje je polazio srednju školu od 1902. godine do 1906. godine, a financijsko-ekonomski tečaj završio je u Grazu. Radio je kao knjigovođa i činovnik u mnogim mjestima u BiH. Od 1909. do 1920. godine bio je poreznim činovnikom u Travniku, Mostaru, Stocu, Goraždu, Čajniču i Sarajevu.
Godine 1931. otišao je u Beograd gdje je radio u Presbirou kao stručnjak za turski tisak, a potom kao ataše za tisak u Carigradu i Ankari. Umirovljen je 1937. godine, a od 1941. godine do smrti živio je u Zagrebu gdje je došao nakon što je protjeran iz Beograda kao Hrvat islamske vjere. U Turskoj je surađivao s listovima Ulus, La République i Cumhuriyet. U travnju 1942. godine u Zagrebu je osnovao Hrvatsku muslimansku nakladu Istok i Zapad, čiji je cilj bio objavljivanje djela o islamskoj kulturno-civilizacijskoj problematici i prijevode knjiga o islamu, te djela hrvatskih pisaca na turski, arapski i perzijski jezik. Najvažniji projekt Naklade bilo je izdavanje časopisa Doğu ve Batı (Istok i Zapad) čijim je prvim i jedinim urednikom bio Bjelevac od 6. travnja 1943. godine. List je izlazio do 15. kolovoza 1944. godine. Izašlo je osam brojeva časopisa. Preko Društva hrvatskih književnika 1952. godine dobiva mirovinu.

## Književno stvaralaštvo
Bjelevac je surađivao novinarskim prilozima u svim važnijim jugoslavenskim novinama između dvaju svjetskih ratova, te je uređivao časopise Novi vijek i Behar. Pisao je pripovijetke, drame i romane o životu bosanskohercegovačkih muslimana, u kojima prikazuje tradicijski svijet koji iščezava u sudaru sa zapadnjačkom civilizacijom. Za vrijeme NDH objavljuje: romansiranu biografiju Muhamed (1942.), Istanbul: grad na obalama Mramorskog mora (1944.), Carica Azher: pjesma iz Irana (1944.). Povjereno mu je izdavanje hrvatske publikacije na turskom jeziku Doğu ve Batı (Istok i Zapad) koja je bila namijenjena iseljenicima u Turskoj. Javlja se i pripovijetkama surađuje u Hrvatskom narodu i Novoj Hrvatskoj. Nakon sloma NDH progonjen je od novih vlasti i više nije objavljivao već je povremeno prevodio turske pjesnike. Njegov najbolji roman je Minka. U njemu je lirski opisao jednu bogatu hercegovačku obitelj s kojom se bio povlačio po sudu. Zbog ovog romana čitateljstvo ga je prozvalo bosanskim Pierom Lottijem.

## Djela
- Sličice i profili, Mostar 1911.
- Pod drugim suncem, roman, Mostar, 1914.
- Minka: roman u tri dijela, roman, Sarajevo, 1917. (2. izd. 1921.)
- Aprilske kiše, Islamska dionička štamparija, Sarajevo, (1919.?)
- Rene Logotetides, roman, Sarajevo, 1920. (izd. na češ. jeziku: Rene Logotetides: roman: autorisovany preklad, prijevod František Bicek. Obelisk, Prag, 1925.)
- Na kraju, izd. "Novog vijeka", Sarajevo, 1921.
- Isčahureni leptiri: roman u tri dijela, Sarajevo, 1925. (poslije Melika)[1]
- Melika: roman suvremene muslimanke, 2 sv., Zabavna biblioteka, kolo 34, knj. 417, 418, Naklada zaklade tiskare Narodnih novina, Zagreb, 1927.
- Ana Zolotti: roman, Zagreb, 1927.
- Zidanje srećnog doma, Beograd, 1934.
- Muhamed, Hrvatski državni tiskarski zavod, Zagreb, 1942. (2. izd. Knjižnica proze, knj. 2, Zajednica samostalnih pisaca TIN, Zagreb, 1970.)
- Istanbul: grad na obalama Mramorskog mora, Hrvatska muslimanska naklada Istok i Zapad, Zagreb, 1944.
- Carica Azher: pjesma iz Irana, Hrvatska muslimanska naklada Istok i Zapad, Zagreb, 1944.
- Izabrana djela, 1-3, izbor Muris Idrizović, Svjetlost, Sarajevo, 1979.
- Pod drugim suncem, Preporod, Zagreb, 1996.